# Maisons Folies
Les maisons Folie sont un ensemble de lieux culturels basés sur la métropole lilloise, dans le Nord, le Pas-de-Calais et en Belgique. 
Elles sont l'héritage de Lille 2004, année événementielle où Lille (et son aire urbaine française comme belge) a été capitale européenne de la culture. 
Elles servent de lieux d'expositions, de salles de concerts, organisent des ateliers pour enfants et adultes etc. Elles forment un maillage important dans la vie culturelle du Nord.

## Liste des maisons Folie
- Maison Folie d'Arras
- Maison Folie de Courtrai
- Maison Folie de Lambersart (Le Colysée)
- Maison Folie de Lomme
- Maison folie de Moulins
- Maison folie de Wazemmes
- Maison Folie de Maubeuge
- Maison Folie de Mons
- Maison Folie de Mons-en-Barœul (Fort de Mons)
- Maison Folie de Roubaix (La Condition publique)
- Maison Folie de Tourcoing (Hospice d'Havré)
- Maison Folie de Villeneuve-d'Ascq (Ferme d'en haut)